# Daïra de Ras El Ma
La daïra de Ras El Ma est une circonscription administrative algérienne située dans la wilaya de Sidi Bel Abbès. Son chef-lieu est situé sur la commune éponyme de Ras El Ma.
La daïra regroupe les trois communes:
- Ras El Ma
- Oued Sebaa
- Redjem Demouche